# Grad Kršan
Grad Kršan (hrvaško Stari grad Kršan ali Kršanski kaštel ) je srednjeveški grad, ki stoji na vrhu vzpetine jugozahodno nad naseljem Kršan v istoimenski občini v Istrski županiji na Hrvaškem.

## Zgodovina
Grad se prvič omenja leta 1274 kot  Castrum destructum Carsach v lasti oglejskega patriarha, ki so ga porušili ljudje goriškega grofa. Tega leta je prešel v upravo pazinskih gospodov. Kdaj je bil zgrajen ni znano. V začetku 14. stoletja je bil zemljiški gospod Henrik Pazinski, začetnik kršanske veje pazinskih gospodov, ki so izhajal iz rodbine Kerstlein iz Pazina. Bil je nobilis et miles, njegov brat Karel, prav tako miles je bil okrog leta 1304 glavar v Pazinu. Henrik je že leta 1297 kupil od Karstmana iz Kožljaka vas Olçeuih prope lacum de Cosglacho, 1307 naj bi kupil vas Kršan in jo dobil od oglejskega patriarha v fevd, že pred 1303 pa je v gradu Kršan sezidal na lastne stroške cerkev Janeza Krstnika, za katero je dobil 1303 od puljskega škofa patronatno pravico. Henrik se tudi nikoli ni imenoval po Kršanu, iz dokumenta oglejskih patriarhov pa izhaja, da je imel v fevdu le polovico Kršana, kdo naj bi imel drugo polovico ni znano. Vsekakor so grad in gospostvo Kršan v začetku 14. stoletja imeli Goriški grofje, saj je leta 1331 goriška grofica Beatriksa sklenila z Beneško republiko dogovor, da jim za določen čas prepusti kršanski grad. Goriški so si Kršan pridobil v fevd ali pa uzurpirali. Kakorkoli že, leta 1338 je nečak Henrika iz Pazina, Karel, sin pokojnega Henrika Krotendorferja iz Pazina, kupil tisto polovico, ki jo je imel njegov stric Henrik, in oglejski patriarh ga je investiral v fevd. V posesti od patriarha podeljene polovice Kršana so ostali točno 50 let. Listina avstrijskega, štajerskega, koroškega in kranjskega vojvode Alberta iz leta 1388 izpričuje, da sta mu Henrik, Karlov sin (Cherstleins sun) in Nikolaj der Krotendorfer resignirala das castell halbs zu Chorsan. Nato jo je podelil gravarju na Kranjskem, Hugu Devinskemu. Torej je tudi ta polovica prešla v goriške roke in po smrti Albrechta IV. 1374 so Krotendorferji prejeli svojo polovico Kršana v fevd od novega fevdnega gospoda, Habsburžanov.
Konec 15. stoletja je na gradu gospodoval Andrej Kršanski, ki je bil v letih med 1488 in 1500 kapitan Pazina. Njegov nagrobnik z njegovim grbom najdemo v cerkvi sv. Henrika v Belaju, kamor so ga prinesli iz nekdanjega pavlinskega samostana ob Ćepičkem jezeru. Poslednji lastnik gradu je bila družina Tonetti iz Plomina. Kaštel je bil poškodovan v požaru leta 1940. Od takrat je zapuščen, obnovitvena dela so se začela po več desetletjih. 
Sredi 19. stoletja je bil tu v gradu najden izvod istrskega mejnega opisa (1325), ki opisuje mejo med posestmi oglejskega patriarha, pazinskih grofov in Beneške republike. Ta dragocen zgodovinski dokument je leta 1852 izdal slavni hrvaški zgodovinar in politik Ivan Kukuljević Sakcinski.

## Trenutno stanje gradu
Od srednjeveškega gradu so se ohranili kvadratni stolp in obrambno obzidje ter obzidje stanovanjskih stavb, ki so stale v gradu, ki so jih vključili v nove hiše. Na notranjem dvorišču gradu sta ohranjena pravokoten okvir gotskih vrat iz 15. stoletja in vklesan jašek vodnjaka iz leta 1666. Danes je kaštel zapuščen.